# Разуваев, Григорий Алексеевич
Григо́рий Алексе́евич Разува́ев (11 (23) августа 1895 — 12 февраля 1989) — русский и советский химик, академик АН СССР, заслуженный деятель науки РСФСР, основатель Института металлоорганической химии (в настоящее время Институт металлоорганической химии им. Г. А. Разуваева РАН). Автор трудов по химии свободных радикалов, металлорганических соединений. Герой Социалистического Труда. Лауреат Ленинской премии.

## Биография

### Ранние годы, образование
Родился в 1895 году в Москве. Отец — Алексей Григорьевич Разуваев, артиллерийский офицер и инженер, в разное время работавший в США, на судостроительном заводе в Нижнем Новгороде и на ткацкой фабрике Коншина в Серпухове. Мать — Екатерина Николаевна Разуваева (в девичестве — Чернобровкина).
В 1906 году поступил в первую мужскую гимназию Москве. В это время начал интересоваться химией и в 1916 году поступил на физико-математический факультет Московского университета по специальности «химия». Там ознакомился с монографией Вальдена «Свободные радикалы» и некоторое время изучал гомолитический распад гексаметилэтана. В конце второго курса был вынужден оставить учёбу по состоянию здоровья, после чего на протяжении нескольких лет пребывал в селе Карпиловка на Украине, в средней школе которой он преподавал иностранные языки. В этом же году поступил на третий курс физико-математического отделения Ленинградского университета. Там он выполнил дипломную работу по теме «Диссоциация гексаметилэтана» под руководством А. Е. Фаворского.

### 1924—1932
В 1924 году Рокончил химическое отделение на физико-математическом факультете Ленинградского университета. После окончания университета работал в АН СССР. Впоследствии по предложению Андрющенко он начал работать в военно-химическом управлении. С 1924 года работал в лаборатории высоких давлений под руководством В. Н. Ипатьева, где изучал гидрирование солей ароматических кислот и образование свободных радикалов при распаде элементоорганических соединений. Одновременно с этим с 1925 года он заведовал одной из лабораторий Военно-технической академии, где изучал химию отравляющих веществ, в частности, восстановление фенарсазина. Кроме того, в то время он читал курс химии отравляющих веществ в Военно-технической академии, курс лекций по органической химии в Ленинградском университете, дополнительные главы по органической химии («использование физико-химических методов исследования», «параметры процессов»), а также лекции о механизмах реакций и о химии свободных радикалов. К 1929 году Разуваев становится главой лаборатории высоких давлений и заместителем директора основанного В. Н. Ипатьевым Института высоких давлений. С 1929 по 1930 год он проходил стажировку в Мюнхенском университете под руководством Генриха Виланда. В ходе стажировки изучал синтез и распад несимметричных диацильных пероксидов.
После окончания стажировки продолжил изучать химию металлоорганических соединений. В то время изучал он изучал термический распад ртутьорганическких соединений и реакции окислительного переметаллирования. Кроме того, им были предприняты неудачные попытки синтеза σ-комплексов переходных элементов.
В 1932 году возглавил кафедру отравляющих и взрывчатых веществ Ленинградского технологического института им. Ленсовета. Там им были проведены значительные работы в области мышьякорганических соединений и синтезирован ряд производных мышьяка, в том числе и гетероциклов.

### Репрессии
В 1934 году по ложному доносу Журова Разуваев был осуждён по так называемому «Делу славистов» по трём пунктам статьи 58 на 10 лет. В 1934—1942 годах отбывал срок в Воркуте, где проводил анализы угля, под Архангельском, где на протяжении полутора лет работал воспитателем в колонии малолетних преступников, с марта 1936 года опять в Чибью (с 1943 года — Ухта), где он пребывал на общих работах, а с 1942 года занимался выделением радия из воды. В ходе этой работы Разуваев совместно с Ф. А. Тороповым написал монографию «Методы получения радия кристаллизации, обогащение до чистого радия». В том же году Разуваев был досрочно освобождён с прикреплением к месту работы и до 1946 года продолжал работать на производстве радия, параллельно с этим проводя занятия в поселковой школе. В 1945 году будучи в ссылке во время кратковременного визита в Москву защитил кандидатскую диссертацию по теме «Мерихидоновые соединения фенарсазинового ряда» в Институте органической химии АН СССР. В 1946 году Разуваевым была защищена докторская диссертация на тему «Свободные радикалы металлоорганических соединений».

### Последующая учебная и научная деятельность
В 1946 году по предложению А. Д. Петрова Разуваев возглавил кафедру органической химии химического факультета Горьковского государственного университета (ГГУ) (ГГУ), которой руководил до 1974 года. Одновременно с этим он возглавил лабораторию в Научно-исследовательском институте химии при ГГУ. С этого времени он продолжил изучать химию свободных радикалов и металлоорганических соединений. В частности, в начале пятидесятых годов он изучал фотолиз ртутьорганических соединений, а во второй половине пятидесятых — декарбоксилирование карбоксилатов ртути под действием УФ облучения или радикальных инициаторов (совместно с Ю. А. Ольденкопом и Н. А. Майером). С начала пятидесятых Разуваев начинает исследования в области радикальной полимеризации. Впоследствии им совместно с Терманом были предложены дициклоалкилоксидикарбонаты — эффективные инициаторы радикальной полимеризации. Кроме того, Разуваевым было исследовано образование радикалов в результате взаимодействия металлоорганических пероксидов с триалкилборанов, на основе чего был также разработан метод инициирования радикальной полимеризации.
С середины пятидесятых годов группа Разуваева начинает интенсивное изучение органических производных металлов IV, V и VI групп. В совместных работах Г. А. Разуваева, В. Н. Латяевой и Л. И. Вышинской были достигнуты большие успехи в химии титана, циркония, ванадия и, в частности, были получены различные металлоорганические соединения с σ-связью металл—углерод и металл—лиганд и различные ареновые комплексы хрома с фрагментом Cr(CO)3.
В 1963 году совместно с Вязанкиным Разуваев разрабатывает новый метод синтеза полиядерных комплексов (R3E)nM, где E — элемент 14 группы, а M — непереходный металл или сера. В 1956—1962 годах директор НИИ Химии при сохранении должности заведующего кафедрой  органической химии в университете. За эту работу они были удостоены Государственной премии СССР. Впоследствии были найдены способы удлинения полиметаллических цепей. Были получены цепи, содержащие до 8 металлических атомов.
В 1958 году был избран членом-корреспондентом, а в 1966 году — действительным членом АН СССР.
В 1963 году в Горьком, под руководством Разуваева была открыта Лаборатория стабилизации полимеров АН СССР.
В 1969—1988 годах — директор Института химии АН СССР.
В 1988 году по инициативе Разуваева был создан Институт металлоорганической химии АН СССР .
Похоронен на Бугровском кладбище Нижнего Новгорода.

## Награды и премии
- Ленинская премия (1958) - за исследования в области свободных радикалов в растворах.
- Герой Социалистического Труда (1969).
- Государственная премия СССР (1971) - за разработку данного метода синтеза биэлементоорганических соединений со связью E-Hg-E, где E — элемент 14 группы (совместно с Н. С. Вязанкиным).

## Адреса в Ленинграде
- Кавалергардская улица, д. 3.

## Память
- Институт металлоорганической химии РАН.
- Именная стипендия правительства Нижегородской области, выплачиваемая аспирантам за достижения в науке[5].